# Caprino Veronese
Caprino Veronese is een gemeente in de Italiaanse provincie Verona (regio Veneto) dat de verbindingsschakel vormt tussen het Gardameer en de Monte Baldo.
De gebouwen van dit dorpje liggen rond het Piazza Roma, zoals het gemeentehuis en het museum gewijd aan de Monte Baldo. Daarnaast staat de zeventiende-eeuwse Villa Carlotti op het plein, een van de vele herenhuizen die hier tijdens de Venetiaanse overheersing zijn gebouwd en die over de verschillende gehuchten van Caprino verspreid liggen. Voorbeelden van deze villa's langs de Tasso vallei zijn het Palazzo Nichesola in Platano, Villa Nogarola in Pesina en Villa Beccherie in Lubiara.

## Geografie
Caprino Veronese grenst aan volgende gemeenten: Brentino Belluno, Costermano, Ferrara di Monte Baldo, Rivoli Veronese en San Zeno di Montagna.

## Geboren
- Giovanni Arduino (1714-1795), Venetiaans geoloog en mijnbouwkundige